# Luisa María Alcalde Luján
Luisa María Alcalde Luján (Ciudad de México, 24 de agosto de 1987) es una abogada, política y funcionaria mexicana, quien funge como dirigente nacional del partido Morena desde el 1 de octubre de 2024.
Fue secretaria del Trabajo y Previsión Social de 2018 a 2023 y secretaria de Gobernación de 2023 a 2024 durante el sexenio del presidente Andrés Manuel López Obrador.

## Biografía
Nació el 24 de agosto de 1987 en la Ciudad de México. Hija de Arturo Alcalde, abogado y asesor laboral y sindical, columnista habitual en La Jornada, y de Bertha Luján, quien estuvo al cargo de la Contraloría del Gobierno del Distrito Federal en la administración de Andrés Manuel López Obrador. 

### Trayectoria académica
Luisa María Alcalde Luján es licenciada en derecho con mención honorífica en la Universidad Nacional Autónoma de México (UNAM) y maestra en derecho por la Universidad de California en Berkeley. 

## Trayectoria política
Comenzó su actividad política al participar en las protestas llevadas a cabo contra el desafuero del entonces jefe de Gobierno del Distrito Federal, Andrés Manuel López Obrador, en 2005.Posteriormente participó en las protestas electorales por la elección presidencial de 2006, "Gobierno Legítimo", la cual fue creada después de la contienda electoral.
En 2011 se afilió a la asociación política nacional del Movimiento Regeneración Nacional, de la cual fue representante de jóvenes y estudiantes. 

### Diputada federal plurinominal (2012-2015)
En 2012 fue elegida diputada federal a la LXII Legislatura por Movimiento Ciudadano, aunque sin militar en dicho partido, donde fue secretaria en la comisión de Trabajo y Previsión Social, concluyendo el encargo en 2015.[cita requerida]

### Secretaría del Trabajo y Previsión Social (2018-2023)
En 2018, fue designada como la titular de la Secretaría del Trabajo y Previsión Social (STPS), en el gobierno presidencial de Andrés Manuel López Obrador, cargo que ocupó hasta mediados de junio 2023.
Una de sus propuestas más importantes es la de mejorar las condiciones del salario mínimo. En su texto ´El salario mínimo en un entorno de contradicciones´, Luisa relata las dificultades que tuvo como diputada (2012-2015) para aprobar una iniciativa que desvincularía el salario mínimo de los créditos de vivienda, multas de tránsito, presupuesto a partidos políticos, sanciones penales, fiscales, civiles, etc., con la finalidad de poder elevarlo de una manera más sencilla.
"Mi generación vive una de las crisis más profundas porque no encuentran trabajo, cuando encuentran no es de lo que estudiaron, los salarios son muy bajos… no hay estabilidad en el empleo y todo esto ha llevado a deteriorar cada vez más a la sociedad".

### Secretaría de Gobernación (2023-2024)
El 19 de junio de 2023, fue nombrada por el presidente Andrés Manuel López Obrador como nueva titular de la Secretaría de Gobernación, en sustitución de Adán Augusto López.

## Controversias

### Controversias por presunto nepotismo
Luisa María Alcalde ha sido objeto de críticas en medios de comunicación y redes sociales por presunto nepotismo dentro de la administración pública. Las acusaciones se centran principalmente en la participación de varios miembros de su familia en cargos gubernamentales durante el gobierno del presidente Andrés Manuel López Obrador. Su padre, Arturo Alcalde Justiniani es un destacado abogado laboralista mexicano en la asesoría de sindicatos, incluyendo aquellos vinculados a instituciones como la Universidad Autónoma Metropolitana (SITUAM) y la Universidad Autónoma de Chapingo (STAUACH) . Su madre, Bertha Luján, ha ocupado un papel destacado dentro de Morena, y su hermana ha trabajado en áreas relacionadas con la administración pública, lo cual ha generado cuestionamientos sobre posibles conflictos de interés y favoritismo.